# Marko Jerman
Marko Jerman (Lubiana, 11 settembre 1984) è un pilota motociclistico sloveno.

## Carriera
Fratello di Igor Jerman (anche lui pilota professionista), esordisce a livello internazionale nel 2003, correndo il campionato Europeo della Supersport con una Kawasaki, terminandolo al 13º posto. L'anno successivo sempre con la stessa moto, migliora i riscontri, arrivando sesto nell'Europeo.
Nella stagione 2005 passa alla Superstock 1000 FIM Cup su una Suzuki GSX-R 1000, con la quale ottiene il ventisettesimo posto ed il diciassettesimo l'anno successivo, mentre nel 2007, con una Yamaha YZF-R1 del team DBR Racing, si classifica sedicesimo. Nel 2008 invece, in sella ad una Honda CBR1000RR del MD Team Jerman (squadra di proprietà della sua famiglia), non riesce mai ad andare a punti.
Nella stagione 2009 corre il campionato Europeo della Superstock 1000 in prova unica, arrivando undicesimo con una Honda. Nel 2010 ha vinto il campionato Alpe Adria categoria Supersport (su Triumph), vittoria che gli consente di partecipare di diritto al campionato Europeo in prova unica, dove si posiziona secondo in Supersport, dietro allo spagnolo Carmelo Morales.
Per la stagione 2011 è pilota titolare nel mondiale Supersport con la Triumph Daytona 675 del MD Team Jerman. Termina la stagione al ventottesimo posto conquistando punti in due occasioni. Nel 2012 partecipa al Campionato Europeo Velocità Stock 1000, svoltosi in gara unica ad Albacete, dove si classifica in nona posizione. Nel 2016 prende parte, in qualità di wild card, all'ultima prova del campionato Italiano Superbike. Con una Yamaha YZF-R1 conquista dieci punti ed il venticinquesimo posto in classifica piloti. Ancora attivo dopo i quarant'anni, nel 2024 vince il titolo nella categoria Stock1000 del Campionato internazionale Aple Adria.

## Risultati nel mondiale Supersport
| 2011 | Moto    |    |    |     |    |    |     |     |    |    |     |    |    |  |  | Punti | Pos. |
| ---- | ------- | -- | -- | --- | -- | -- | --- | --- | -- | -- | --- | -- | -- |  |  | ----- | ---- |
| 2011 | Triumph | 17 | 15 | Rit | 13 | 19 | Rit | Rit | 21 | 20 | Rit | 21 | 18 |  |  | 4     | 28º  |

| Legenda | 1º posto        | 2º posto            | 3º posto           | A punti      | Senza punti        | Grassetto – Pole position Corsivo – Giro più veloce |
| Legenda | Gara non valida | Non qual./Non part. | Ritirato/Non class | Squalificato | '-' Dato non disp. | Grassetto – Pole position Corsivo – Giro più veloce |